# توم الفنلندي
توكو فاليو لاكسونن (بالإنجليزية: Tom of Finland)‏ (8 مايو 1920 – 7 نوفمبر 1991) المعروف باسمه المستعار توم الفنلندي هو فنان فنلندي اُشتُهِرَ برسوماته الشبقية الفيتيشية المثليَّة التي حملت طابِعاً متفرِداً خاصاً بها حيث اتسمت ملامح الشخصيات التي رسمها لاكسونن بدرجةٍ عاليةٍ من الصفاتٍ الذكورية الجسمانية واضحة المعالم. تركت أعمال لاكسونن تأثيراً هاماً على ثقافة المثليين خلال فترة أواخر القرن العشرين. ووصفَهُ المؤرخ الثقافي جوزيف سليد بأنه «أكثر منشئي الصور الإباحية المثلية تأثيراً». وصلَ عدد أعمال توم الفنلندي على مدى سيرته الفنية التي استمرت لما يزيد عن أربعة عقود إلى نحو 3500 رسم فني تتميز بمعظمها بتناولها لشخصيات رجولية مبالغ في إظهار صفاتها الجنسية الأولية والثانوية كما تظهرُ مرتديةً لأزياءٍ وملابس ضيقة وشبه عارية.
تُعرض أعمال لاكسونن حالياً في عدد من المتاحف العالمية من أبرزها متحف الفن الحديث بمدينة نيويورك ومتحف الفن المعاصر بلوس أنجلوس وغيرها. أصدرت الهيئة البريدية الفنلندية عام 2014 طوابع تذكارية من رسومات لاكسونن تكريماً لمساهماته ونجاحه الدولي. كما اُنتِجتْ عدة أفلام توثق مسيرته المهنية.

## بدايات حياته
ولِدَ لاكسونن وترعرع في عائلة من الطبقة الوسطى في بلدة كآرينا الواقعة في جنوب غربي فنلندا بالقرب من مدينة توركو. كان كِلا والديه أساتذة مدرسيين في مدرسة القواعد اللغوية بكآرينا. وعاشت العائلة في المسكن المُلحق ببناء المدرسة.
ذهب للمدرسة في توركو وانتقل إلى هلسنكي حين بلغ التاسعة عشر من العمر عام 1939 لدراسة الإعلان. وبدأ في وقت فراغه برسم صور شبقية لمتعته الخاصة، حيث استوحاها من العُمَّال الذكور الذين رأهم منذ صِغره. قام بإخفاء هذه الصور في بادئ الأمر ولكنه تخلص منها في الوقت الذي ذهب فيه لأداء الخدمة العسكرية. وجُنِّدَ لاكسونن في الجيش الفنلندي عام 1940 بعدما دخلت بلاده في حرب الشتاء مع الاتحاد السوفيتي ومن ثم غدت فنلندا طرفاً رسمياً في الحرب العالمية الثانية. وأدى خدمته كضابط برتبة ملازم ثاني في قوات الدفاع الجوي. وقد عزى لاكسونن فيما بعد اهتمامه الفتيشي بالرجال لهؤلاء الذين يرتدون الزي الرسمي ولا سيما جنود الفيرماخت الألمان الذين كانوا قد أدوا خدمتهم العسكرية في فنلندا حينها. وقال حول الأمر: «ليس في رسوماتي تصريحات سياسية ولا أيديولوجيا. أنا أفكرُ فقط بالصورةِ نفسها. إن الفلسفة النازية بأكملها والعنصرية وكل تلك الأمور هي كريهةٌ بالنسبةِ لي ولكن بالطبع رسمتهم على أية حال. فقد كان لديهم الأزياء الأكثر إثارة!». واستأنف بعد نهاية الحرب دراسته عام 1945.
تُعتبر أعمال لاكسونن الفنية خلال هذه الفترة أكثر رقة ورومانسية من ناحية الأجسام والأشكال المتسمة باللطف مقارنةً مع أعماله اللاحقة. حيث كانت شخصيات الرجال في هذه الرسومات من الطبقة الوسطى خلافاً للبحارة وراكبي الدراجات والحطَّابين وعمَّال البناء وغيرهم من أصحاب المهن المرتبطة نمطياً بالملامح الذكورية المبالغ بها والتي تميَّزت بها أعماله اللاحقة. ومن الفروق الأساسية الأخرى لرسوماته خلال هذه الفترة هو افتقارها للتركيب الدرامي والوضعيات الدالة على التأكيد الذاتي والأجسام الذكورية والمحيطات والأماكن الغريبة المنفصلة التي جسّدتها أعماله الفنية اللاحقة.

## روابط خارجية
- توم الفنلندي على موقع IMDb (الإنجليزية)
- توم الفنلندي على موقع إن إن دي بي (الإنجليزية)
- توم الفنلندي على موقع ديسكوغز (الإنجليزية)
- توم الفنلندي على موقع ديسكوغز (الإنجليزية)
- توم الفنلندي على موقع كينوبويسك (الروسية)